# Улица Урицкого (Астрахань)
У́лица Ури́цкого — одна из основных улиц исторического района Коса в центральной части Астрахани. Начинается от Красной набережной у реки Кутум около главного городского ЗАГСа и идёт с северо-востока на юго-запад параллельно Волге. Участок улицы от Красной набережной до улицы Свердлова — пешеходный, проходит через сквер. Далее улица Урицкого пересекает Никольскую, Тихий переулок, улицы Пугачёва и Дантона и заканчивается у Энзелийской улицы.
Ансамбль улицы Урицкого имеет статус памятника градостроительства. Улица преимущественно застроена зданиями дореволюционного периода, в том числе памятниками архитектуры. В северной части образует часть «барного квадрата» — в этом районе расположено большое количество баров, пабов, кафе и ресторанов.

## История
В 1837 году получила название Продольная Кошкинская, позднее называлась Продольно-Волжской или Продольно-Волженской. В 1920 году получила своё современное название в честь Моисея Соломоновича Урицкого.

## Застройка
- дом 4/5 —  памятник архитектуры Усадьба Склянина (1909 г.)
- дом 5/15 —  памятник архитектуры Дом Агамжановых (1909 г.)
- дом 6/7 —  памятник архитектуры Дом со складами П. М. Халафова (1904 г.)
- дом 7/4 —  памятник архитектуры Дом жилой с внутренним двором, складами и лавками Смирнова (в 1901 г. — гостиница «Россия» В. Ф. Демичева, построен во второй половине XIX в.)
- дом 8 —  памятник архитектуры Дом А .Н. М. Сейфутдинова (конец XIX — начало XX вв.)
- дом 9 —  памятник архитектуры Здание конторы и склада К. Элухен, дом Лобова с хозяйственной пристройкой
- дом 10 —  памятник архитектуры Дом жилой
- дом 12-14/7 —  памятник архитектуры Отделение Азовско-Донского коммерческого банка (1909‒1910 гг.)
- дом 16 —  памятник архитектуры Дом жилой
- дом 19 —  памятник архитектуры Дом жилой (конец XIX в.)
- дом 46 —  памятник архитектуры Здание торговых складов